# Crónicas de una Santa Errante
Crónicas de una Santa Errante es una película de comedia sobrenatural argentino-estadounidense de 2023 escrita y dirigida por Tomás Gómez Bustillo en su debut como director.  Nominada a tres premios Independent Spirit Awards 2024, está protagonizada por Mónica Villa. 

## Trama
En un pequeño pueblo argentino, una mujer piadosa pero competitiva decide que realizar un milagro podría ser su boleto a la santidad. Después de descubrir una estatua perdida, organiza una gran revelación que finalmente la ungirá como la mujer más admirada de la ciudad. Pero antes de la revelación, un evento discordante ilumina la magia oculta de su mundo, obligándola a revaluar todo lo que alguna vez dio por sentado. 

## Estreno
Crónicas de una Santa Errante se estrenó en el SXSW 2023, donde ganó el premio Adam Yauch Hornblower.  Hope Runs High adquirió la película a principios de 2024 para su estreno en cines. 

## Recepción
La película fue nominada a mejor obra prima, mejor primer guion y mejor fotografía en los Premios Independent Spirit 2024.   J. Hurtado de Screen Anarchy elogió el guion, las actuaciones y el "alto concepto" de la película. 
Dex Wesley Parra, austinchronicle.com, elogió la película: "Inspirándose en el novelista colombiano Gabriel García Márquez y el cineasta francés Jacques Tati, el director argentino Tomás Gómez Bustillo ofrece una ópera prima mística [...] Crea un mundo donde el diablo conduce una motocicleta y los difuntos tienen opciones prémium y con descuento para acceder al cielo. Al igual que sus predecesores, Bustillo teje una compleja estructura argumental que adormece al público en un trance y luego lo saca con sacudidas discordantes, mientras cuestiona qué es real y qué realmente importa y si la realidad de algo es lo que importa." 
Douglas Davidson, elementsofmadness.com, intenta aclarar las intenciones del director: "Bustillo no entra en las cuestiones éticas o morales del ser humano y el papel que desempeña en su destino enviado por el cielo o por el infierno [...] Wandering Saint utiliza a Rita para pedirnos que consideremos si somos conscientes o no de las posibilidades que tenemos ante nosotros. ¿Estamos tan cegados por nuestra búsqueda de milagros, de magia, que nos perdemos los momentos encantados que tenemos ante nosotros? Dicho de otra manera, Bustillo le pide a la audiencia que cambie su forma de ver el aquí y el ahora, eliminando la búsqueda de la gloria espiritual, y simplemente ser, para asegurarse de que no estén tan concentrados en el final del juego, sino en estar presentes. con el tiempo que tenemos." 